# Commelynaceae et Cyrtandraceae Bengalenses
Commelynaceae et Cyrtandraceae Bengalenses (abreviado Commelyn. Cyrtandr. Bengal) es un libro ilustrado y con descripciones botánicas que fue escrito por el botánico, pteridólogo inglés Charles Baron Clarke y publicado en Calcuta en el año 1874.